# Рюэль, Давид
Давид Рюэль (фр. David Pierre Ruelle; род. 20 августа 1935, Гент, Бельгия) — бельгийско-французский математический физик, работающий в области статистической физики и теории динамических систем.

## Биография
Учился в Брюссельском свободном университете, защитил Ph.D. диссертацию в 1959 году. Впоследствии работал в Швейцарской высшей технической школе Цюриха (1960—1962) и в Институте передовых исследований в Принстоне (1962—1964).
В 1964 году стал профессором Института высших научных исследований (IHÉS) во Франции. С 2000 года заслуженный профессор IHES в отставке и выдающийся (англ. distinguished) приглашённый профессор Ратгерского университета.
В 1984 году получил французское гражданство.

## Труды
Д. Рюэль внес значительный вклад в:
- аксиоматическую квантовую теорию поля;
- статистическую механику;
- механику жидкостей: работы с Ф. Такенсом над гипотезой хаотической природы турбулентности, введение представления о странном аттракторе;
- теорию хаоса;
- теорию динамических систем: мера Синая — Рюэля — Боуэна (SRB).

## Награды и членства
- Член Французской академии наук, 1985
- Медаль Больцмана, 1986
- Гиббсовская лекция, 1988
- Кавалер ордена Почётного легиона, 1989
- Премия Хольвека, 1993
- Иностранный член (Foreign Associate) Национальной академии наук США, 2002
- Медаль Маттеуччи, 2004
- Премия Пуанкаре, 2006
- Медаль им. Макса Планка, 2014
- Действительный член Американского математического общества.[3]